# Cavaso del Tomba
Cavaso del Tomba – miejscowość i gmina we Włoszech, w regionie Wenecja Euganejska, w prowincji Treviso.
Według danych na rok 2004 gminę zamieszkiwało 2675 osób, 148,6 os./km².